# James Hadley Chase
James Hadley Chase (n. 24 decembrie 1906, Londra, Regatul Unit al Marii Britanii și Irlandei – d. 6 februarie 1985, Corseaux⁠(d), cantonul Vaud, Elveția) a fost un scriitor englez.  Deși numele său la naștere fusese René Lodge Brabazon Raymond, este mai degrabă cunoscut prin diverse pseudonime incluzând James Hadley Chase (cel mai frecvent cunoscut), James L. Docherty, Raymond Marshall, R. Raymond și Ambrose Grant.
Este unul dintre cei mai bine cunoscuți scriitori de romane de genul thriller ale tuturor timpurilor.  Cele 90 de romane scrise, toate sub semnătura sa, i-au adus reputația de a fi "regele scriitorilor thriller" din Europa.   În același timp, Chase este unul dintre cei mai bine vânduți autori.  Un record număr de 50 de romane ale sale au fost ecranizate. 

## Lucrări scrise

### James Hadley Chase
| Anul apariției | Titlu                                                                               | Personaj(e)                                        | Ecranizări                                                  |
| -------------- | ----------------------------------------------------------------------------------- | -------------------------------------------------- | ----------------------------------------------------------- |
| 1939           | No Orchids for Miss Blandish also The Villain and the Virgin                        | Dave Fenner Slim Grisson Miss Blandish             | No Orchids for Miss Blandish (1948) The Grissom Gang (1971) |
| 1941           | The Dead Stay Dumb                                                                  | Dillon Roxy Myra                                   |                                                             |
| 1941           | Twelve Chinks and a Woman also Twelve Chinamen and a Woman also The Doll's Bad News | Dave Fenner Glorie Leadler                         |                                                             |
| 1941           | Miss Callaghan Comes to Grief                                                       | Jay Ellinger Raven                                 | Méfiez-vous fillettes (1957)                                |
| 1942           | Get a Load of This (short story collection)                                         |                                                    |                                                             |
| 1944           | Miss Shumway Waves a Wand                                                           | Ross Millan Myra Shumway                           | Une blonde comme ça (1962) Rough Magic (1995)               |
| 1945           | Eve                                                                                 | Clive Thurston Eve                                 | Eva (1962)                                                  |
| 1946           | I'll Get You for This                                                               | Chester Cain                                       | I'll Get You for This (1951)                                |
| 1947           | Last Page (play)                                                                    |                                                    | The Last Page (1952)                                        |
| 1948           | The Flesh of the Orchid (novel)                                                     | Carol Blandish The Sullivan Brothers               | La Chair de l'orchidée (1975)                               |
| 1949           | You Never Know with Women                                                           | Floyd Jackson                                      |                                                             |
| 1949           | You're Lonely When You're Dead                                                      | Vic Malloy Paula Bensinger Jack Kerman             |                                                             |
| 1950           | Figure It Out for Yourself also The Marijuana Mob                                   | Vic Malloy Paula Bensinger Jack Kerman             |                                                             |
| 1950           | Lay Her Among the Lillies                                                           | Vic Malloy Paula Bensinger Jack Kerman             | Die Katze im Sack (1965)                                    |
| 1951           | Strictly for Cash                                                                   | Johnny Farrar                                      |                                                             |
| 1952           | The Fast Buck also The Soft Touch                                                   | Verne Baird Rico Ed Dallas                         |                                                             |
| 1952           | Double Shuffle                                                                      | Steve Harmas                                       |                                                             |
| 1953           | I'll Bury My Dead                                                                   | Nick English                                       |                                                             |
| 1953           | This Way for a Shroud                                                               | Paul Conard Vito Ferrari                           |                                                             |
| 1954           | Tiger By the Tail                                                                   | Ken Holland                                        | The Man in the Raincoat (1957)                              |
| 1954           | Safer Dead also Dead Ringer                                                         | Chet Sladen                                        |                                                             |
| 1955           | You've Got It Coming                                                                | Harry Griffin                                      |                                                             |
| 1956           | There's Always a Price Tag                                                          | Glyn Nash, Steve Harmas                            | Retour de manivelle (1957) Maharathi (2008)                 |
| 1957           | The Guilty Are Afraid                                                               | Lew Brandon                                        |                                                             |
| 1958           | Not Safe to Be Free also The Case of the Strangled Starlet                          | Jay Delaney                                        | Le Démoniaque (1968)                                        |
| 1959           | Shock Treatment                                                                     | Steve Harmas, Terry Regan                          | Ek Nari Do Roop (1973)                                      |
| 1959           | The World in My Pocket                                                              | Morgan                                             | World in My Pocket (1961) Мираж_(фильм,_1983) (1983)        |
| 1960           | What's Better Than Money                                                            | Jefferson Halliday                                 |                                                             |
| 1960           | Come Easy – Go Easy                                                                 | Chet Carson                                        | Chair de poule (1963)                                       |
| 1961           | A Lotus for Miss Quon                                                               | Steve Jaffe                                        | Lotus Flowers for Miss Quon (1967)                          |
| 1961           | Just Another Sucker                                                                 | Harry Barber, John Renick                          | Dans la gueule du loup (1961) Bullet (1976) Palmetto (1998) |
| 1962           | I Would Rather Stay Poor                                                            | Dave Calvin                                        | Pittsville - Ein Safe voll Blut (1974)                      |
| 1962           | A Coffin from Hong Kong                                                             | Nelson Ryan                                        | Coffin from Hong Kong (1964)                                |
| 1963           | One Bright Summer Morning                                                           |                                                    | Crime on a Summer Morning (1965)                            |
| 1963           | Tell It to the Birds                                                                | Steve Harmas, John Anson, Maddox                   |                                                             |
| 1964           | The Soft Centre                                                                     | Frank Terrell Valiere Burnette                     |                                                             |
| 1965           | This Is for Real                                                                    | Mark Girland                                       |                                                             |
| 1965           | The Way the Cookie Crumbles                                                         | Frank Terrell                                      | Trop petit mon ami (fr) (1970)                              |
| 1966           | You Have Yourself a Deal                                                            | Mark Girland                                       | The Blonde from Peking (1968)                               |
| 1966           | Cade                                                                                | Val Cade                                           |                                                             |
| 1967           | Have This One on Me                                                                 | Mark Girland                                       |                                                             |
| 1967           | Well Now – My Pretty                                                                | Frank Terrell                                      | Casino (Казино) (1992)                                      |
| 1968           | An Ear to the Ground                                                                | Steve Harmas, Al Barney                            |                                                             |
| 1968           | Believed Violent                                                                    | Frank Terrell, Jay Delaney                         | Présumé dangereux (1990)                                    |
| 1969           | The Whiff of Money                                                                  | Mark Girland                                       |                                                             |
| 1969           | The Vulture Is a Patient Bird                                                       | Max Kahlenberg                                     | " "Shalimar (1978)"                                         |
| 1970           | Like a Hole in the Head                                                             | Jay Benson                                         | Snayper (Russian, 1992)                                     |
| 1970           | There's a Hippie on the Highway                                                     | Frank Terrell, Harry Mitchell                      | Bukhta smerti (Russian, 1991)                               |
| 1971           | Want to Stay Alive?                                                                 | Poke Toholo                                        | Le Denier du colt (1990)                                    |
| 1971           | An Ace Up My Sleeve                                                                 | Helga Rolfe                                        | Crime and Passion (1976)                                    |
| 1972           | Just a Matter of Time                                                               | Chris Patterson Sheila Oldhill Miss Morely-Johnson | Pas folle la guêpe (fr) (1972)                              |
| 1972           | You're Dead Without Money                                                           | Al Barney                                          |                                                             |
| 1973           | Have a Change of Scene                                                              | Larry Carr                                         |                                                             |
| 1973           | Knock, Knock! Who's There?                                                          | Johnny Bianda                                      |                                                             |
| 1974           | So What Happens To Me?                                                              | Jack Crane                                         |                                                             |
| 1974           | Goldfish Have No Hiding Place                                                       | Steve Manson                                       |                                                             |
| 1975           | Believe This – You'll Believe Anything                                              | Clay Burden                                        |                                                             |
| 1975           | The Joker in the Pack                                                               | Helga Rolfe                                        |                                                             |
| 1976           | Do Me a Favour, Drop Dead                                                           | Keith Devery                                       |                                                             |
| 1977           | My Laugh Comes Last                                                                 | Larry Lucas                                        | The Set-Up (1995)                                           |
| 1977           | I Hold the Four Aces                                                                | Helga Rolfe                                        |                                                             |
| 1978           | Consider Yourself Dead                                                              | Mike Frost                                         |                                                             |
| 1979           | You Must Be Kidding                                                                 | Ken Brandon Tom Lepski Paradise City Police Force  |                                                             |
| 1979           | A Can of Worms                                                                      | Bart Anderson                                      |                                                             |
| 1980           | You Can Say That Again                                                              | Jerry Stevens                                      |                                                             |
| 1980           | Try This One for Size                                                               | Paradise City Police Force                         | Try This One for Size (1989)                                |
| 1981           | Hand Me a Fig Leaf                                                                  | Dirk Wallace                                       |                                                             |
| 1982           | Have a Nice Night                                                                   |                                                    | Passez une bonne nuit (1990)                                |
| 1982           | We'll Share a Double Funeral                                                        | Perry Weston Chet Logan                            |                                                             |
| 1983           | Not My Thing                                                                        | Ernie Kling                                        |                                                             |
| 1984           | Hit Them Where It Hurts                                                             | Dirk Wallace                                       |                                                             |

### Raymond Marshall
| Anul apariției | Titlu                                     | Personaj(e)                             | Ecranizări                                              |
| -------------- | ----------------------------------------- | --------------------------------------- | ------------------------------------------------------- |
| 1940           | Lady, Here's Your Wreath                  | Nick Mason                              |                                                         |
| 1944           | Just The Way It Is                        | Harry Duke                              |                                                         |
| 1945           | Blonde's Requiem                          | Mack Spewack                            |                                                         |
| 1947           | Make The Corpse Walk                      | Rollo                                   |                                                         |
| 1947           | No Business of Mine                       | Steve Harmas                            |                                                         |
| 1948           | Trusted Like the Fox also Ruthless        | Edwin Cushman Grace Clark Richard Crane |                                                         |
| 1949           | The Paw in the Bottle                     | Julie Holland Harry Gleb                |                                                         |
| 1950           | Mallory                                   | Martin Corridon                         |                                                         |
| 1951           | But a Short Time to Live also The Pick-up | Harry Ricks Clair Dolan                 | A Little Virtuous (1968)                                |
| 1951           | Why Pick on Me?                           | Martin Corridon                         |                                                         |
| 1951           | In A Vain Shadow                          | Frank Mitchell                          |                                                         |
| 1952           | The Wary Transgressor                     | David Chisholm                          |                                                         |
| 1953           | The Things Men Do                         | Harry Collins                           | Ça n'arrive qu'aux vivants (1959)                       |
| 1954           | The Sucker Punch                          | Chad Winters                            | Une manche et la belle (1957); Aar Ya Paar (Hindi 1997) |
| 1954           | Mission To Venice                         | Don Micklem                             | Mission to Venice (1964)                                |
| 1955           | Mission To Siena                          | Don Micklem                             | Waiting Room to the Beyond (1964)                       |
| 1956           | You Find Him, I'll Fix Him                | Ed Dawson                               | Les Canailles (1960)                                    |
| 1958           | Hit And Run                               | Chester Scott                           | Délit de fuite (1959) Rigged (1985)                     |

### Altele
- He Wont Need It Now (ca James L. Docherty, 1941)
- Slipstream: A Royal Air Force Anthology (ca R. Raymond, 1946)
- More Deadly Than the Male (ca Ambrose Grant, 1947)

## Traduceri
- Schimbare de decor (Have a Change of Scene)
- Am lumea în buzunar (The world in my pocket)
- Sunetul banilor
- Presupus nevinovat
- Ca la teatru
- Abonament pe trenul spre iad (The Guilty Are Afraid)
- Asul din pachet (The joker in the pack)
- Morții nu vorbesc (Safer Dead)
- Misiune în Veneția
- Totul pentru bani
- Culcați-o între crini
- Fie-i țarâna ușoară  (The Guilty Are Afraid)
- Nici o orhidee pentru Miss Blandish
- Orhideea ucigașă
- Parșivele de femei
- Un hippie pe autostrada
- Coșmarul (Hit and Run)
- Un sicriu de la Hong Kong
- O adunătură de lichele
- Pumnalul cu diamante
- Vinovații se tem
- Mai bine sărac (I Would Rather Stay Poor)
- Numai proștii mor
- Marea cacealma
- Recviem pentru voce și pian
- Cadavre la minut

## Legături externe
- James Hadley Chase – A Tribute
- James Hadley Chase la Internet Movie Database
- Raffles and Miss Blandish, review of No Orchids for Miss Blandish by George Orwell
- Biography of James Hadley Chase Arhivat în 20 aprilie 2010, la Wayback Machine.
- Brief Bio on selected British Authors
- Some Orchids for James Hadley Chase
- James Hadley Chase bibliographies 1–2 at HARD-BOILED site (Comprehensive Bibliographies by Vladimir)
- Free download of No Orchids for Miss Blandish at ManyBooks.net

## Vezi și
- Lista ziarului Le Monde cuprinzând cele O sută de romane ale secolului.